# Заїл Сінґх
Гіані Заїл Сінґх (пенджаб. ਗਿਆਨੀ ਜ਼ੈਲ ਸਿੰਘ, 5 травня 1916 — 25 грудня 1994) — індійський державний і політичний діяч, президент країни у 1982—1987 роках.

## Життєпис
Народився в родині сільського ремісника. 1938 року приєднався до національно-визвольного руху, вступивши до місцевого відділення ІНК, членом якого був до самої смерті. П'ять років (1938–1943) був ув'язнений за свою політичну діяльність.
Після здобуття Індією незалежності займав міністерські пости в уряді й керівні посади у місцевому відділенні ІНК у штаті Пенджаб. У 1972—1977 роках очолював уряд Пенджабу. Неодноразово ставав депутатом індійського парламенту. Був прибічником і сподвижником Індіри Ганді.
Від січня 1980 до червня 1982 року обіймав посаду міністра внутрішніх. Після цього був обраний на пост президента Індії. Став першим сикхом, який очолив країну. За часів його президентства у країні відбувались антиурядові виступи сикхів. Як результат було проведено військову операцію проти сикхських формувань, а країною прокотилисть антисикхські погроми. Однак Заїл Сінґх, також сикх, не надав жодної підтримки своїм одновірцям. За це президент був відлучений від віри.
У 1983–1986 роках був генеральним секретарем Руху неприєднання.
Помер внаслідок численних травм, яких зазнав в автокатастрофі 29 листопада 1994 року. У країні було оголошено 7-денну жалобу. Кремація відбулась у меморіалі Радж-Ґхат.